# Agastheeswaram
Agastheeswaram (o Agastiswaram, Agasteeswaram) è una suddivisione dell'India, classificata come town panchayat, di 8.978 abitanti, situata nel distretto di Kanyakumari, nello stato federato del Tamil Nadu. In base al numero di abitanti la città rientra nella classe V (da 5.000 a 9.999 persone).

## Geografia fisica
La città è situata a 8° 5' 60 N e 77° 31' 60 E e ha un'altitudine di 11 m s.l.m..

## Società

### Evoluzione demografica
Al censimento del 2001 la popolazione di Agastheeswaram assommava a 8.978 persone, delle quali 4.399 maschi e 4.579 femmine. I bambini di età inferiore o uguale ai sei anni assommavano a 885, dei quali 469 maschi e 416 femmine. Infine, coloro che erano in grado di saper almeno leggere e scrivere erano 7.572, dei quali 3.780 maschi e 3.792 femmine.